# Friedrich Franz III. (Mecklenburg)

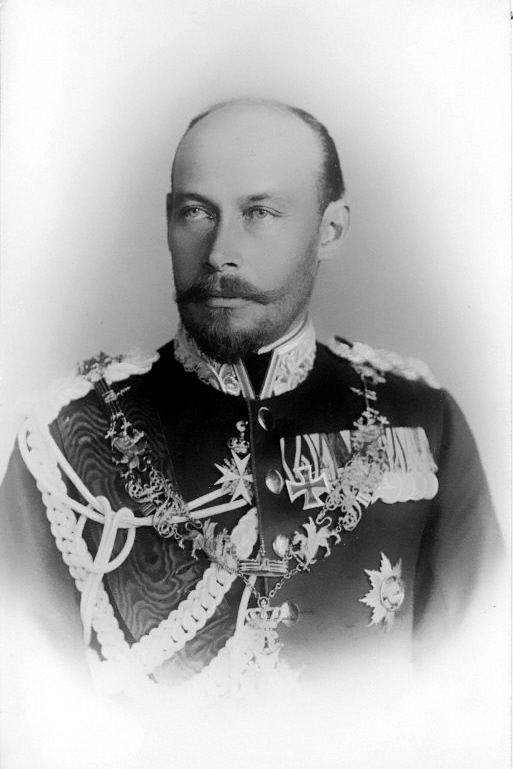
Friedrich Franz III., Großherzog von Mecklenburg [-Schwerin]

Friedrich Franz III., Großherzog von Mecklenburg [-Schwerin] (* 19. März 1851 in Ludwigslust; † 10. April 1897 in Cannes, Frankreich; vollständiger Name: Friedrich Franz Paul Nikolaus Ernst Heinrich) war von 1883 bis 1897 Großherzog im Landesteil Mecklenburg-Schwerin.

## Lebensweg

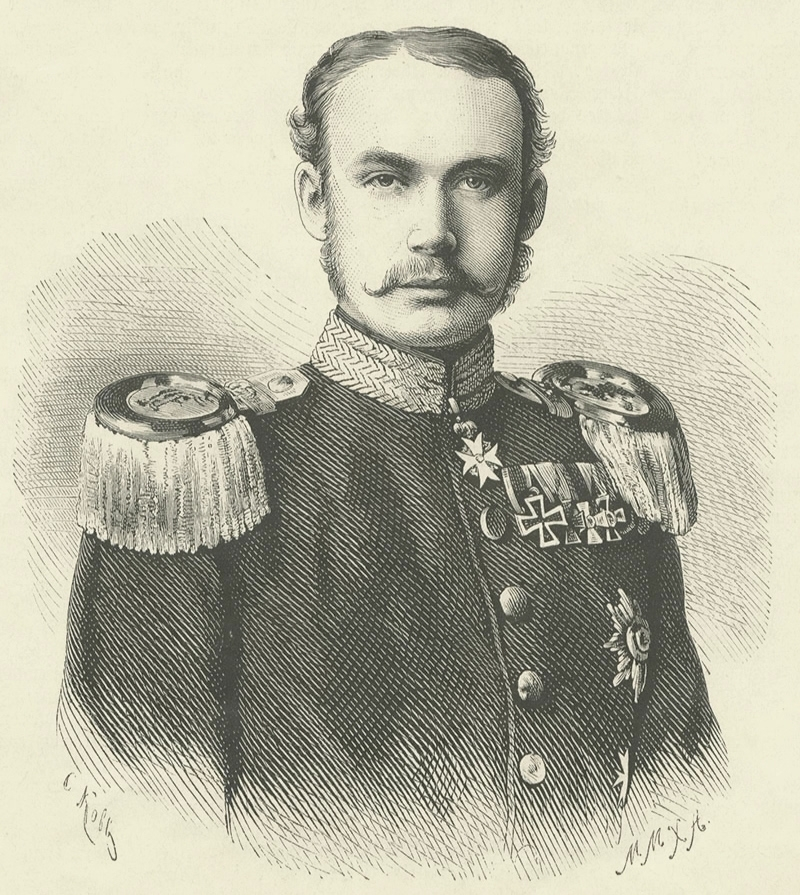
Erbgroßherzog Friedrich Franz in den frühen 1880er Jahren

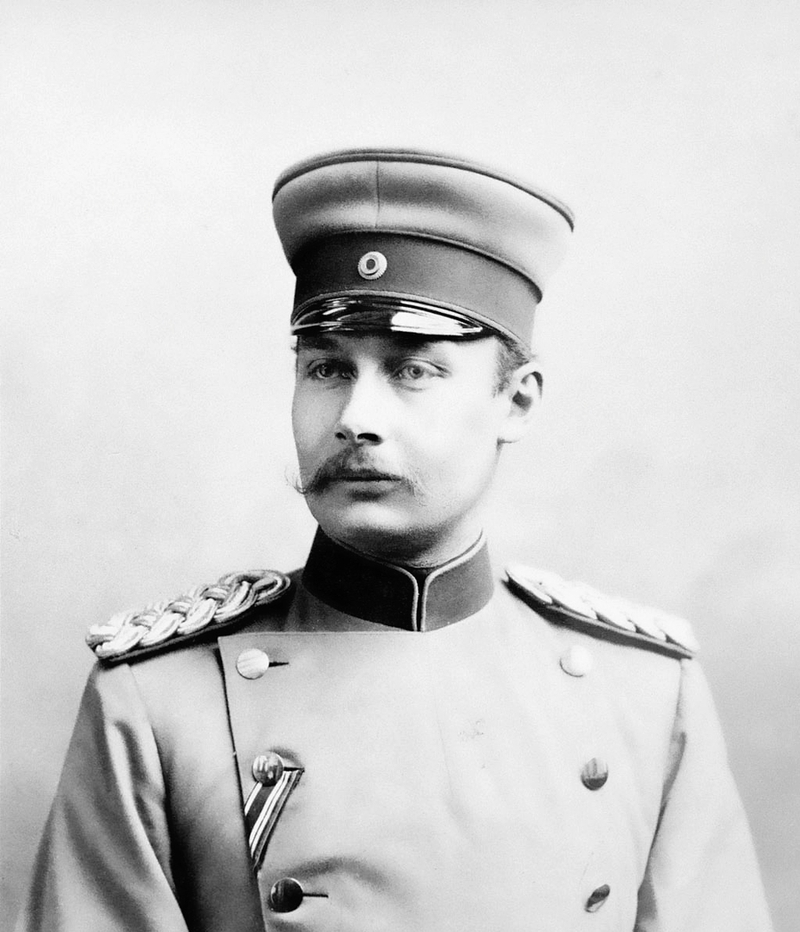
Großherzog Friedrich Franz III. (um 1885)

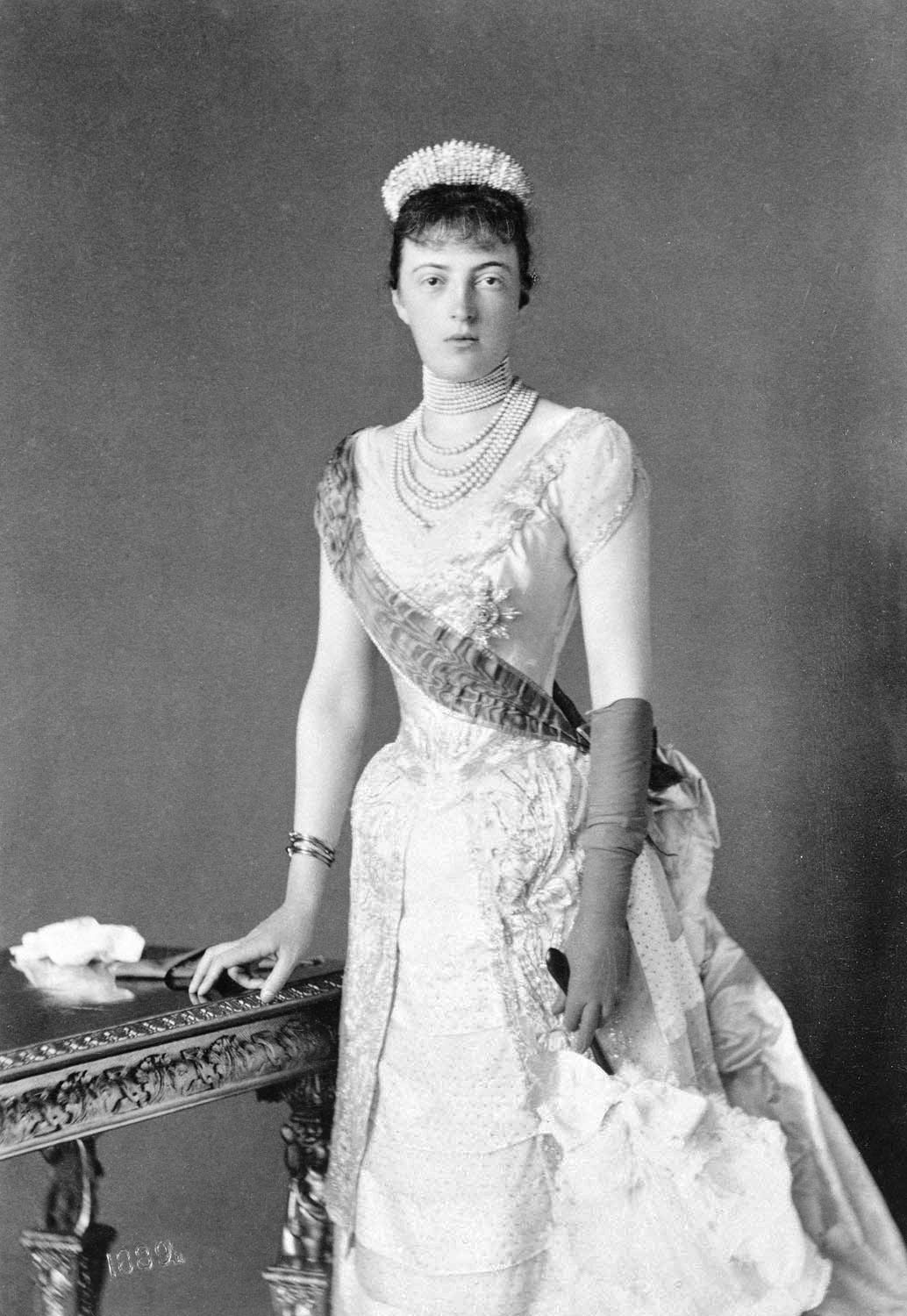
Anastasia, Großherzogin von Mecklenburg [-Schwerin], Großfürstin von Russland, Gemahlin von Großherzog Friedrich Franz III.

### Schulzeit und Studium
Friedrich Franz III. wurde als erstgeborener Sohn von Großherzog Friedrich Franz II. von Mecklenburg-Schwerin und Großherzogin Auguste im Schloss Ludwigslust geboren, die bereits 1862 vermutlich an Tuberkulose starb. Friedrich Franz III. besuchte nach häuslicher Erziehung und Privatunterricht ab Herbst 1866 das öffentliche Vitzthumsche Gymnasium in Dresden, das 1861 aus der Blochmannschen Erziehungsanstalt hervorgegangen war. Friedrich Franz erinnerte sich später gerne an seine Schulzeit zurück. Im März 1870 legte er sein Abitur ab. Es schloss sich eine Reise nach Italien an, von der er am 15. Mai zurückkehrte.
Ende Mai 1870 reiste Friedrich Franz nach Bonn, um sein Jura-Studium an der Friedrich-Wilhelms-Universität zu beginnen. Hier schloss er sich auch der Studentenverbindung Corps Borussia Bonn an, das ihn 1870 rezipierte. Die Studienzeit in Bonn endete im Sommer 1873.

### Auslandsaufenthalte
Seinen ersten längeren Auslandsaufenthalt verlebte der Erbgroßherzog von 1864 bis 1866 in Bagnères-de-Bigorre. Das dortige gebirgige Klima sollte dem an Bronchialasthma leidenden 13-jährigen Linderung verschaffen.
1874 und 1875 reiste der Erbgroßherzog durch den Vorderen Orient, besuchte Kairo und die Stätten der Pharaonen, er bereiste den Sinai und das Heilige Land und machte danach Station in Konstantinopel. Auf der neunmonatigen Reise begleitete ihn sein langjähriger Vertrauter Carl Schröder.
Auch nach Indien reiste die großherzogliche Familie. So verbrachten der Großherzog und seine Frau den ausklingenden Januar des Jahres 1885 in Kalkutta, wo sie als Gäste des britischen Generalgouverneurs und Vizekönigs in Indien Lord Dufferin und seiner Frau Hariot Hamilton-Temple-Blackwood verweilten.

### Ehe und Nachkommen

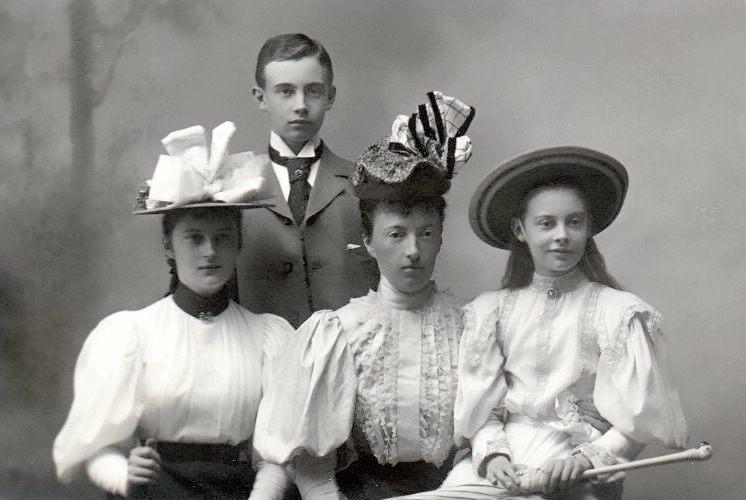
Großherzogin Anastasia mit ihren Kindern Friedrich Franz IV., Alexandrine und Cecilie um 1895

Am 24. Januar 1879 heiratete Friedrich Franz III. in Sankt Petersburg die Großfürstin Anastasia von Russland (1860–1922), die einzige Tochter des Großfürsten Michael Nikolajewitsch Romanow (1832–1909) und seiner Ehefrau Prinzessin Cäcilie von Baden (1839–1891), Enkelin des russischen Zaren Nikolaus I. In der Ehe wurden drei Kinder geboren:
- Alexandrine (1879–1952)

⚭ 1898 König Christian X. von Dänemark (1870–1947)
- Friedrich Franz IV. (1882–1945)

⚭ 1904 Alexandra von Hannover und Cumberland (1882–1963)
- Cecilie (1886–1954)

⚭ 1906 Wilhelm von Preußen (1882–1951)
Die Erstgeborene erhielt bei ihrer Geburt im Jahr 1879 den Namen Alexandrine nach der Großmutter des Großherzogs, der Tochter des Preußenkönigs Friedrich Wilhelm III. und der Königin Luise. Alexandrine wurde später Königin von Dänemark.
Das zweite Kind war dann im Jahr 1882 der erhoffte Thronerbe, der seinem Vater später als Friedrich Franz IV. nachfolgen sollte.
Schließlich wurde im Jahr 1886 Cecilie geboren, die sich am 4. September 1904 mit Kronprinz Wilhelm von Preußen, Sohn Kaiser Wilhelms II., im Jagdschloss Gelbensande verlobte.

### Regierungsgeschäfte und Krankheit
Am 15. April 1883 verstarb der Großherzog Friedrich Franz II. an den Folgen einer Lungenentzündung.
Aufgrund seiner gesundheitlichen Einschränkungen konnte Großherzog Friedrich Franz III. die Regierungsgeschäfte zu diesem Zeitpunkt noch nicht übernehmen und betraute daher das Staatsministerium in Schwerin mit der Führung der Regierungsgeschäfte. Auch die Anreise zur Beerdigung seines Vaters war ihm nicht möglich. In Menton an der Côte d’Azur, wo sich der Großherzog aufhielt, fand daher in der dortigen deutsch-evangelischen Kirche ein Trauergottesdienst statt.
Der Großherzog Friedrich Franz III. litt an Asthma und an einer Herzschwäche. Den größten Teil seiner Regierungszeit verbrachte er am Genfersee, bei seiner Stiefmutter Marie von Schwarzburg-Rudolstadt in Palermo, in Baden-Baden sowie in Cannes und ließ General Friedrich von Maltzahn (1848–1907) die Regierungsgeschäfte ausüben.
Die Aufenthalte an der Côte d’Azur während der Wintermonate dienten der Linderung seiner Asthmaerkrankung. In Cannes bewohnte Friedrich Franz die Villa Wenden in der Avenue de la Favorite, eine im Auftrag des Großherzoges im Jahr 1889 erbaute Villa, welche als Winterwohnsitz des Großherzogs diente. Familienmitglieder der Romanows wohnten auch zeitweise in dieser Villa. Bei seinen vorherigen Aufenthalten in Cannes wurde stets die Villa Isola Bella gemietet. Friedrich Franz III. war sich wohl bewusst, dass die längere Abwesenheit seiner Person in der Heimat nicht gern gesehen wurde und viele Leute „sehr schimpfen“ würden, aber das war ihm egal. Die in der heimatlichen Presse geäußerte Kritik bewertete er nur als „den Erguss einer beklemmten Schweriner Hoflieferantenseele“. Er konnte sich keinen anderen Grund denken, als dass der Schweriner Hofstaat „ihr panem et circenses“ der winterlichen Hoffeste im Schloss vermisste.
Das Jahr 1890 war durch des Herzogs Krankheit geprägt, mehrwöchige Bettlägerigkeit und eine nachfolgende mehrmonatige Kur in Form einer Seereise auf der Yacht Conqueror behinderten die persönliche Ausübung der Regierungsgeschäfte in Schwerin.
Im Frühjahr 1897 verschlimmerte sich sein gesundheitlicher Zustand zusehends.

### Tod in Cannes
Am Abend des 10. April 1897 verstarb Friedrich Franz III. an den Folgen des Sturzes an seiner Wohnstätte in Cannes.
Die offizielle Erklärung zum Tod des Großherzogs lautete, dass der Erkrankte während eines Asthmaanfalls nach Luft ringend die Gartenterrasse des Anwesens betreten habe und über die Balustrade auf die darunterliegende Straße hinabgestürzt sei. Dort fand man ihn schwer verletzt an der Stützmauer der Gartenterrasse liegend. Haushofmeister Gagzow und einige Angestellte trugen den Schwerstverletzten in die Villa, wo er kurz darauf in Anwesenheit seiner Familie verstarb. Eine von seinen behandelnden Ärzten vor Ort durchgeführte Obduktion ergab den Bruch der Wirbelsäule, zweier Rippen und eines Fußknöchels. Sie kamen aber auch zu dem Ergebnis, dass der Tod durch Herzversagen eingetreten sei.
Nach dem Vorfall war die großherzogliche Familie bestrebt, den Sturz aus acht Meter Höhe als Unfall darzustellen, obwohl die Hinweise auf einen Suizid des Großherzoges eindeutig waren. Die zeitgenössische Presse – wie das Sonntagsblatt Wiener Bilder – meldete im April 1897 als vermeintliche Todesursache des Großherzogs „Herzlähmung“ oder das „Aufbrechen eines Pulsadergeschwüres“. Im Oktober 1897 äußerte sich auch Prinz Max von Baden in einem vertraulichen Brief über den Tod des mecklenburgischen Großherzogs: „Welch schönen Tod starb der Herzog von Mecklenburg. Wie schwer er auch gelitten haben mag, seine Aufgabe hat er erfüllt.“
Freifrau Louise von Reibnitz-Maltzan, die 1897 als Hofdame der Großherzogin in Cannes zugegen war, sprach 1922 vom „Selbstmord des Großherzogs“.

### Beerdigung in Ludwigslust

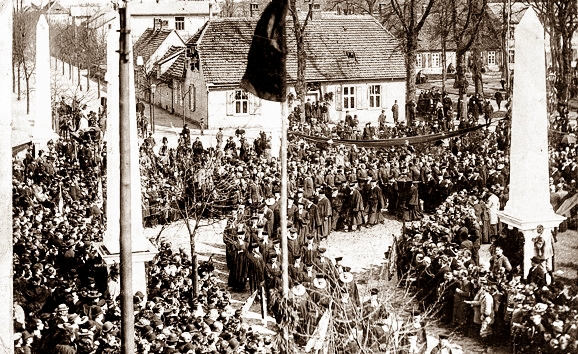
Trauerzug zur Beerdigung des Großherzoges Friedrich Franz III. (Teilnahme von über 300 Pastoren des Landes)

Seinem Wunsch entsprechend wurde er nicht im Schweriner Dom, sondern im dafür umgebauten Helenen-Paulownen-Mausoleum im Schlosspark von Ludwigslust am 21. April 1897 beigesetzt. Vorausgegangen war die Aufbahrung in der Schlosskirche Schwerin, was von seinem jüngeren Bruder, dem Herzogregent Johann Albrecht, veranlasst wurde, gegen den Willen von Großherzoginwitwe Anastasia. Der verstorbene Großherzog hatte zu Lebenszeiten den Wunsch geäußert, dass sein Leichnam auf direktem Wege nach Ludwigslust verbracht werden sollte, ohne vorherige Aufbahrung und Zurschaustellung. Die vom Schweriner Marstall bereitgestellte Trauerkutsche mit dem Verstorbenen wurde von acht schwarz geschmückten Pferden gezogen, jedes der Pferde wurde einzeln von einem Pferdeknecht geführt: Der Trauerzug wurde angeführt von der deutschen Kaiserin, nachfolgend die Großherzöge, die Prinzen und Fürsten des Landes, hinter dem Hochadel die Staatsbediensteten und Militärs. Nach der Trauerfeier in der Ludwigsluster Stadtkirche wurde der Verstorbene im Helenen-Paulownen-Mausoleum beigesetzt.

### Erpressungsversuche
Das gesellschaftliche Umfeld des Großherzoges Friedrich Franz III. spekulierte schon zu Lebzeiten über seine gleichgeschlechtlichen Neigungen.
Nach seinem Tode wurde die großherzogliche Familie und Herzogregent Johann Albrecht mit Erpresserbriefen bedroht. Die Familie wandte sich daraufhin an den bekannten Berliner Hauptkommissar Hans von Tresckow, der die Briefe sicherstellte.
Ausgangspunkt der Erpressung war der Diebstahl privater Briefe des Großherzoges im Frühjahr 1897, deren Inhalt seine homosexuellen Neigungen belegen sollte. Der Dieb war ein Berliner Damenschneidergeselle mit dem Namen Gustav Rhode, der bereits zuvor vermeintlich Homosexuelle erpresst hatte. Er gab die betreffenden Briefe an einen anderen Kriminellen namens Novack weiter. Dieser war es auch, der die Familie des verstorbenen Großherzoges erpresste. Der auf den Fall angesetzte Hauptkommissar von Tresckow konnte Novack in London aufgreifen, worauf dieser seinen Kumpanen Rhode verriet. Beide wurden zu langjährigen Zuchthausstrafen verurteilt. Gustav Rhode wurde nach seiner Haftentlassung erneut straffällig und versuchte mit gleicher Methode den am kaiserlichen Hofe tätigen Vize-Oberzeremonienmeister Bodo von dem Knesebeck zu erpressen. Homosexualität bedeutete zu jener Zeit die gesellschaftliche Ächtung und war seit 1871 im § 175 des Reichsstrafgesetzbuches (RStGB) kriminalisiert. Hans von Tresckow war als Leiter des Sittendezernats im Berliner Polizeipräsidium später auch in die Harden-Eulenburg-Affäre involviert, in der es ebenfalls um den Verdacht homosexueller Kontakte unter Männern höchster gesellschaftlicher Stellung ging.

## Politisches Wirken
Die Regentschaft wurde im erheblichen Ausmaß von den Erkrankungen des Großherzoges beeinflusst und hatte vorwiegend repräsentativen Charakter. Staatsminister Alexander von Bülow übernahm daher bereits im Jahr 1886 die Verantwortung für die Regierungsgeschäfte. Wenig konnte der Erkrankte an politischen Entscheidungsprozessen mitwirken. In der Winterzeit hielt sich der Großherzog aufgrund seiner Lungenerkrankung in Cannes auf. Akten wurden von Schwerin nach Cannes verbracht, der Staatsminister und der Landmarschall mussten zum Vortrag nach Cannes reisen. Für das Land war es eine schwierige Zeit, die auch einen Kontrast zur Regierungszeit des pflichtbewussten Großherzoges Friedrich Franz II. darstellte.
Angelegenheiten des Militärs galten seine besondere Aufmerksamkeit. In einen Brief von 1895 beschwört er die Einigkeit des Militärs „gute Deutsche und gute Mecklenburger zu sein; der Soldat ist nur Deutscher, da gibt es keinen Unterschied zwischen Preußen, Mecklenburger oder Bayern. Die Armee soll nach Außen verteidigen und im Inneren verbinden.“
Während seiner Regentschaft wurden an Kirchengebäuden des Landes auf seine Anweisung hin umfassende Renovierungsarbeiten durchgeführt. Erwähnenswert sind die von seinem Vater in Auftrag gegebenen Restaurierungsarbeiten am Doberaner Münster, die er fortführen ließ und persönlich überwachte.

### Einzelne Aktionen
Auf Initiative des Großherzogs wurde 1885 mit dem Ausbau des 1779 errichteten Gebäudes der Schweriner Regierungsbibliothek begonnen, unter Leitung von Baurat Georg Daniel und Baumeister Raspe. Die Ausbauarbeiten fanden im Juli 1886 ihren Abschluss. In der Folgezeit wurden die Büchersammlungen des Landes in der Regierungsbibliothek zusammengeführt. Direktor der Bibliothek wurde Carl Schröder, ein enger Wegbegleiter des Großherzog, der 1898 eine Biografie über den Großherzog verfasste.

Im März 1885 stiftete Friedrich Franz III. eine Medaille in Silber, als Anerkennung für rühmliche Handlungen, der Rettung von Menschenleben bei Gefährdung des eigenen Lebens.
Dem Parlamentarismus im Reich stand der reaktionäre Großherzog Friedrich Franz kritisch gegenüber. Nach der Ablehnung einer Militärvorlage und der folgenden Reichstagsauflösung unmittelbar vor der Reichstagswahl 1887 schrieb er seinem Staatsminister vom „nörgelnden Parlamentarismus“. Seiner festen Überzeugung nach müsse die Armee nicht vom Reichstag, sondern vom Kaiser kommandiert werden.
Im März 1888 wurde Mecklenburg vom Hochwasser heimgesucht, eine Folge der Schneeschmelze und von Eisstauungen. Dömitz und Boizenburg waren besonders betroffen. Der erkrankte Großherzog ließ von Cannes aus umgehend erste Nothilfe anweisen. Für die Helfer stiftete er am 21. Juni die Ehrenmedaille für opferwillige Hilfe in Wassernot 1888. Am 10. Juli besuchte der Großherzog das Überschwemmungsgebiet Dömitz; am 24. Juli, in Begleitung seines Staatsministers, das Überschwemmungsgebiet von Boizenburg.
Im Januar 1889 beschäftige den Großherzog die Verstaatlichung der mecklenburgischen Eisenbahnen. Im April unterrichtete ihn sein Staatsminister, dass die Verstaatlichungsvorschläge auf breite Zustimmung trafen. Im Frühjahr des Jahres folgten Treffen mit dem Staatsminister Alexander von Bülow und dem Staatsrat aus dem Justizministerium in Cannes. Von besonderem Interesse waren die Planungen für den Neubau des von Arthur von Bernstorff gestifteten Turmes am Schweriner Dom. Der Großherzog ließ sich regelmäßig Fotografien der Baumaßnahmen und Planungsunterlagen nach Cannes senden. Zudem pflegte er regen Briefkontakt mit Baurat Daniel.
Am 29. Januar 1890 erhielt die mecklenburgische Eisenbahn die Bezeichnung Großherzoglich Mecklenburgische Friedrich-Franz-Eisenbahn. In der Folge entstanden in Mecklenburg weitere Privatbahnen.
Der Großherzog neigte des Öfteren zu verbal-schriftlichen Ausfällen. Eine Beschwerde des Schweriner Magistrates wegen der Verlegung des Mecklenburger Jägerbataillons in das Elsass beantwortete der Großherzog in dem Sinne, die Schweriner sollten doch dankbar sein „für die Ehre, im gegebenen Fall des ersten Ansturms auf die Grenzen mit dem Blut ihrer Söhne zu verteidigen“.
Am 21. März 1893 begleitete der Großherzog den Großfürsten Alexander auf seiner Seereise nach Algier, dort inspizierte der Großfürst den russischen Panzerkreuzer Dimitri Donskoi.
Die Enthüllung des Reiter-Denkmales für Friedrich Franz II. am 24. August 1893 im Schweriner Schlossgarten ging mit dem Besuch des Kaisers einher. Hunderte von Soldaten und Angehörige der Kriegervereine des Landes nahmen an der Einweihung teil. Graf von Plessen hielt eine Ansprache, worauf das von Ludwig Brunow geschaffene Werk enthüllt wurde, begleitet von einem Fanfarenzug.
Am 2. Oktober 1893 wurde das von Baurat Gotthilf Ludwig Möckel im Auftrag des Großherzoges erbaute Oberlandesgericht Rostock eingeweiht, im Beisein von Großherzog Friedrich Franz III. und Großherzogin Anastasia. Weitere Gäste waren der Herzog Johann Albrecht, der Erbgroßherzog von Mecklenburg-Strelitz und Großfürst Alexei Michailowitsch Romanow.
Auf Weisung des Großherzogs wurde der Großherzogliche Musikdirektor Otto Kade beauftragt, die Musikalien-Sammlung des Fürstenhauses zu archivieren.

## Militärzeit
Seine militärische Laufbahn begann bereits in der Jugendzeit. Am 15. März 1863 ernannte ihn sein Vater zum Offizier des Grenadier-Garde-Bataillons. Es folgte die Ernennung zum Offizier der preußischen Armee und Stellung à la suite des 4. Brandenburgischen Infanterie-Regiments Nr. 24, in welchem der Großherzog Friedrich Franz II. der Regimentschef war. Am 25. März nahm er – jetzt im Offiziersrang – an der Grundsteinlegung für das Denkmal zur Erinnerung an die Befreiungskriege in Güstrow teil.
Mit Einflussnahme seines Vaters Großherzog Friedrich Franz II. wurde er zu Beginn des Deutsch-Französischen Krieges an das Hauptquartier Wilhelm I. attachiert. In Berlin traf er am 29. Juli 1870 ein, um dort seine Aufgaben zu übernehmen. Nach dem für Deutschland siegreichen Ende des Feldzuges nahm er am 18. Januar 1871 in Vertretung seines Vaters an der Kaiserproklamation in Versailles teil.
Nach seiner Orientreise folgte der Eintritt in das Garde-Kürassier-Regiment. Den Dienst im Berliner Regiment musste er jedoch im Januar 1877 aus gesundheitlichen Gründen beenden.

### Dienstgrade und Regimentschef

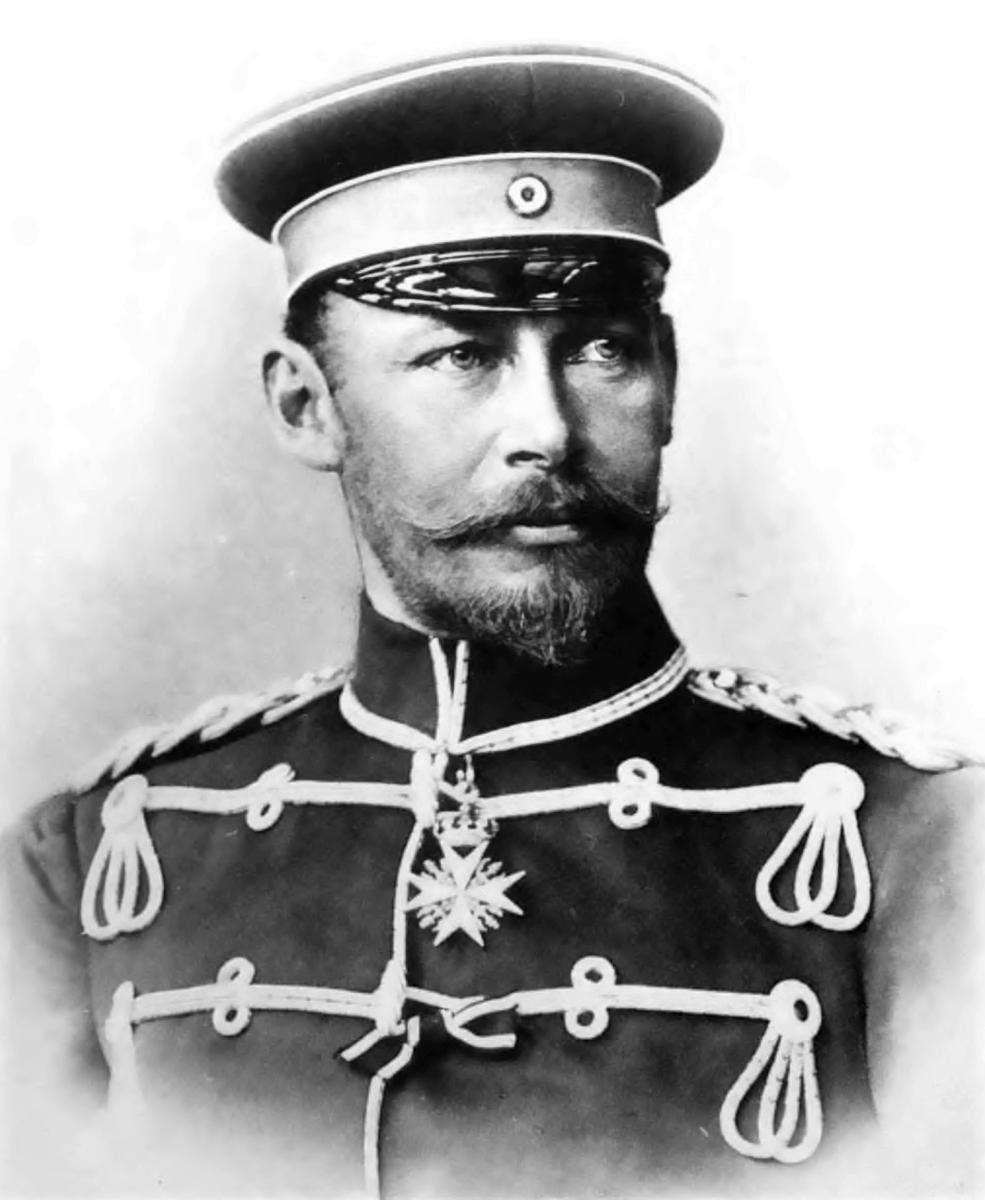
Großherzog Friedrich Franz III. in Uniform des Husaren-Regiments „Königin Wilhelmina der Niederlande“ (Hannoversches) Nr. 15.

(Quelle: Mecklenburg-Schwerinsches Staatshandbuch 1896)

#### Dienstgrad
- Königlich Preußischer General der Kavallerie

#### Regimentschef
- Chef des I., III. und IV. Bataillons des Großherzoglich Mecklenburgischen Grenadier-Regiments Nr. 89.
- Chef des 1. Großherzoglichen Mecklenburgischen Dragonerregiments Nr. 17.
- März 1893 von Kaiser Wilhelm II. zum Chef des 4. Brandenburgischen Infanterie-Regiments Nr. 24 ernannt.
- Chef des hannoverschen Husarenregiments Nr. 15.
- Chef des Kaiserlich Russischen Moskauschen Grenadierregiments Nr. 8.
- Chef des Kosakenregiments Kislaro Grebenskoi vom Terek.

#### À la suite
- à la suite des 4. Brandenburgischen Infanterie-Regiments Nr. 24.
- à la suite des Königlich Preußischen Garde-Kürassier-Regiments

## Auszeichnungen
(Quelle: Mecklenburg-Schwerinsches Staatshandbuch 1896)
- Inhaber des Großkreuzes des Hausordens der Wendischen Krone mit der Krone in Erz und der Ordenskette
- Greifenorden, Großkreuz
- Kriegsdenkmünze für den Feldzug 1870/71
- Orden vom Eisernen Kreuz

---
- Schwarzer Adlerorden mit Kette
- Roter Adlerorden, Großkreuz
- Hausorden der Rautenkrone
- Orden der Württembergischen Krone Großkreuz, 1877
- Hausorden der Treue
- Großherzoglich Hessischer Ludwigsorden, Großkreuz
- Hausorden vom Weißen Falken, Großkreuz
- Herzoglich Sachsen-Ernestinischer Hausorden, Großkreuz mit Schwertern und Kette
- Königlicher Hausorden von Hohenzollern, 1. Klasse
- Johanniterorden, Ehrenkommendator 1886[49]
- Lippischer Hausorden, Verdienstmedaille
- Großherzoglich Hessischer Ludwigsorden
- Reußisches Ehrenkreuz

---
- Alexander-Newski-Orden
- St.-Annen-Orden, Großkreuz
- Andreas-Orden
- İmtiyaz Nişanı, Gold und Silber
- Osmanje-Orden in Brillanten
- Ritterorden der hl. Mauritius und Lazarus
- Erlöser-Orden
- Ordem Militar da Torre e Espada, Großkreuz mit Schwertern und Kette
- Chrysanthemenorden
- Orden des Weißen Adlers, Großkreuz
- Elefanten-Orden
- Nischan el Iftikhar
- Weißer Elefantenorden
- Annunziaten-Orden
- K.u.K Sankt Stephans-Orden

## Residenzen des Großherzogs

### Sommerresidenz Jagdhaus Gelbensande
Großherzog Friedrich Franz III. von Mecklenburg gab um 1880 den Auftrag zum Bau einer Sommerresidenz. Als Standort bot sich Gelbensande an, wo sich das Jagdrevier der mecklenburgischen Landesfürsten befand. Die dort herrschenden guten klimatischen Bedingungen während des Sommers sollten sich zudem günstig auf den Gesundheitszustand des von Asthma gepeinigten Großherzoges auswirken. Das Jagdhaus war im August 1887 bezugsfertig.
Nach dem Tod des Großherzoges wurde das Jagdhaus der Witwensitz von Großherzogin Anastasia.

### Winterresidenz Villa Wenden

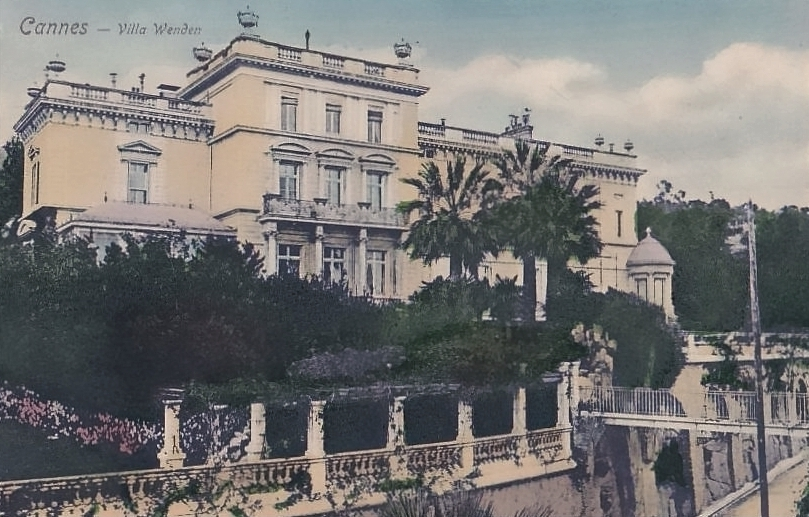
Südseite der Villa Wenden.

Friedrich Franz III. ließ 1889 in Cannes eine Villa im Stil des Historismus errichten. Die notwendigen Geldmittel stellte allerdings Großherzogin Anastasia bereit, die folglich auch Eigentümerin des Anwesens war.
Villa Wenden wurde auf einem künstlich aufgetürmten Felssockel errichtet, von dem aus sich ein herrlicher Ausblick auf die Küste und das Meer bot. Der Wohnbereich war zudem nach Süden hin ausgerichtet, so konnten Hausherr und Gäste den gleichen Ausblick genießen. Ein idyllischer mediterraner Garten rahmte das herrschaftliche Anwesen. Auch in technischer Hinsicht war die Villa bemerkenswert, sie war die erste Residenz am Ort die mit Elektrizität versorgt wurde.
Dem widrigen norddeutschen Winterwetter entfliehend, verbrachte der Großherzog mit seiner Familie die Winterzeit auf dem Anwesen in Cannes. Hier empfingen sie zahlreiche Gäste, so auch die Familie Romanow. Ein Jahr nach dem Tod des Großherzogs feierten der spätere dänische König Christian X. und Alexandrine zu Mecklenburg ihre Hochzeit in der Villa.
Wie auch andere deutsche Immobilien, wurde Villa Wenden nach Beginn des Ersten Weltkrieges vom französischen Staat beschlagnahmt. 1918 wurde die Villa dann zur Ostseite hin erweitert. Im Jahr 1923 erfolgte der Verkauf an Joseph Gruss, der das Gebäude in Villa "Le Rouve" umbenannte. Heute ist die Villa in Luxus-Appartements unterteilt.

## Denkmäler
- Sandsteinbank mit Bronzebüste auf der Schweriner (Marstallhalbinsel), gestaltet von Max Buchholz (Bank) und Hugo Berwald (Büste), gestiftet von den Segel- und Rudervereinen des Landes. Das Denkmal wurde am 24. Mai 1898[52] eingeweiht. Im Nachgang der Novemberrevolution 1918/19 wurde die Bronzebüste in einer nächtlichen Aktion entfernt.[53] Nach ihrem Auffinden, erhielt sie wieder ihren angestammten Platz. 1948 wurde das Denkmal zerstört.
- Bronzebüste auf einem Granitsockel in Lübtheen (Friedrich-Franz-Schacht), gestaltet von Hugo Berwald. Das erhaltene Denkmal wurde 1936 in den Schlosspark Ludwigslust umgesetzt.
- Friedrich-Franz-III.-Denkmal in Rostock von 1901, gestaltet von Wilhelm Wandschneider. Denkmal wurde 1941 demontiert und eingeschmolzen.
- Gedenktafel zu Ehren Friedrich Franz III. in der Kirche Volkenshagen Die von der Gemeinde gestiftete Gedenktafel wurde am 10. April 1898 enthüllt.

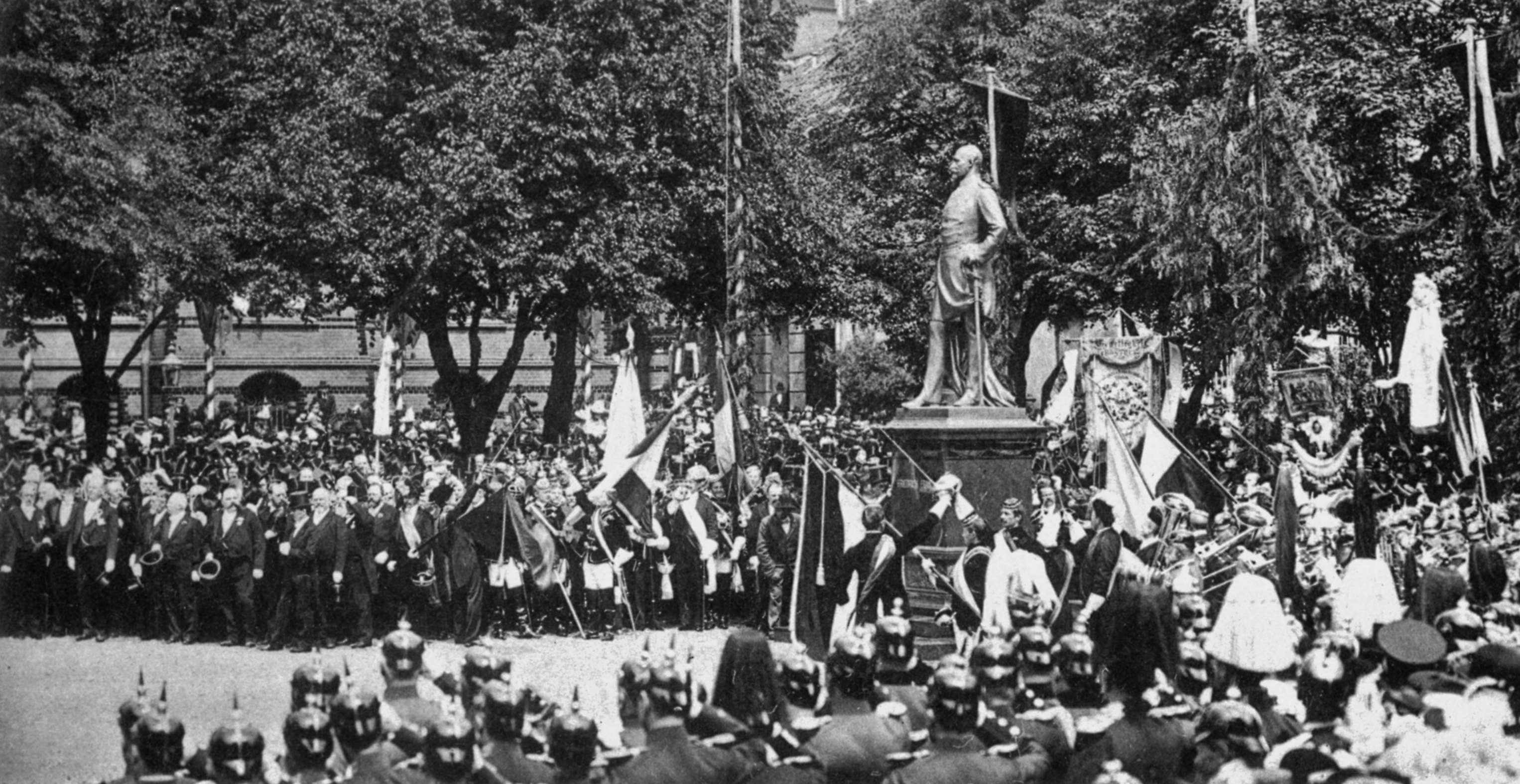
Denkmal Enthüllung Rostock
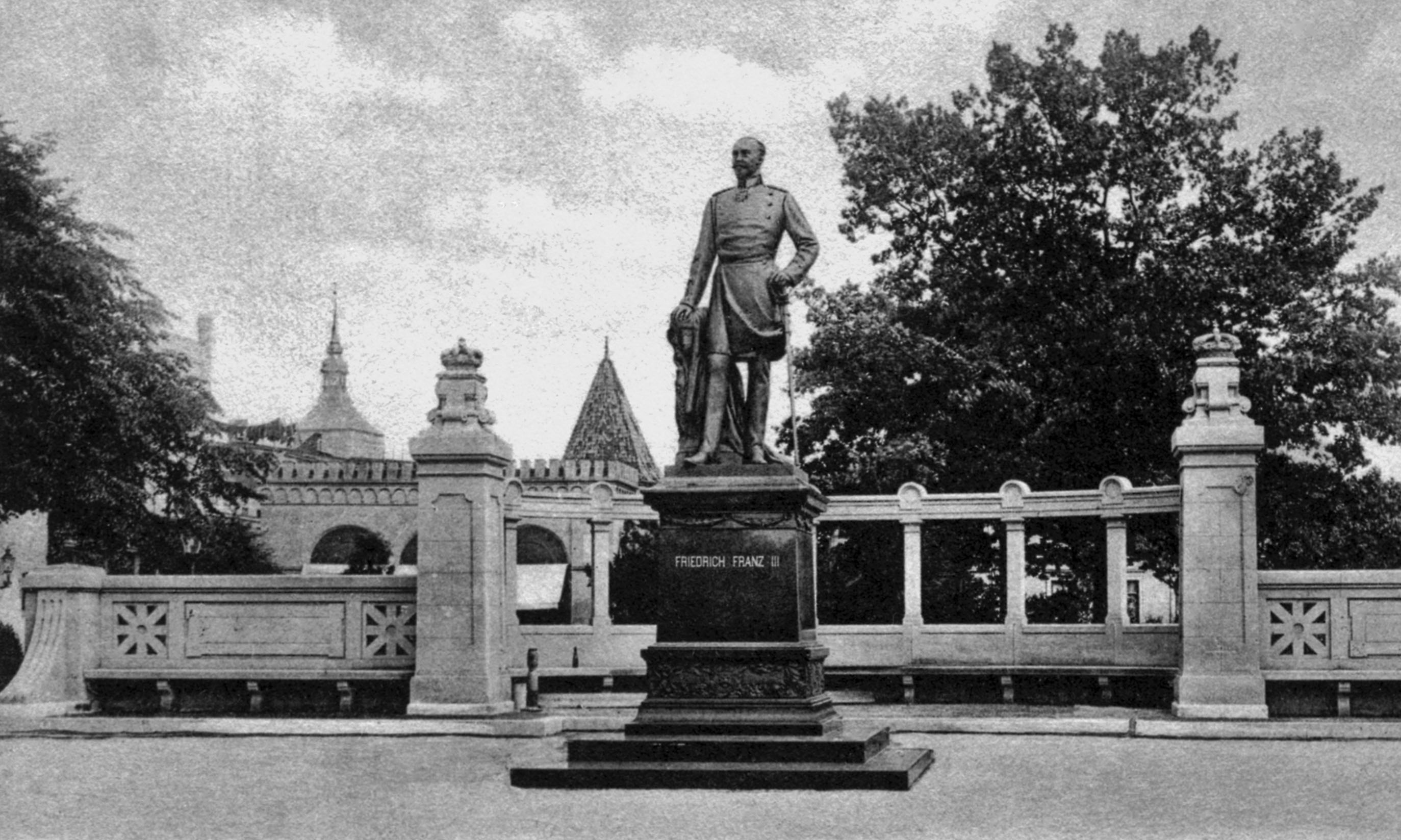
Rostock
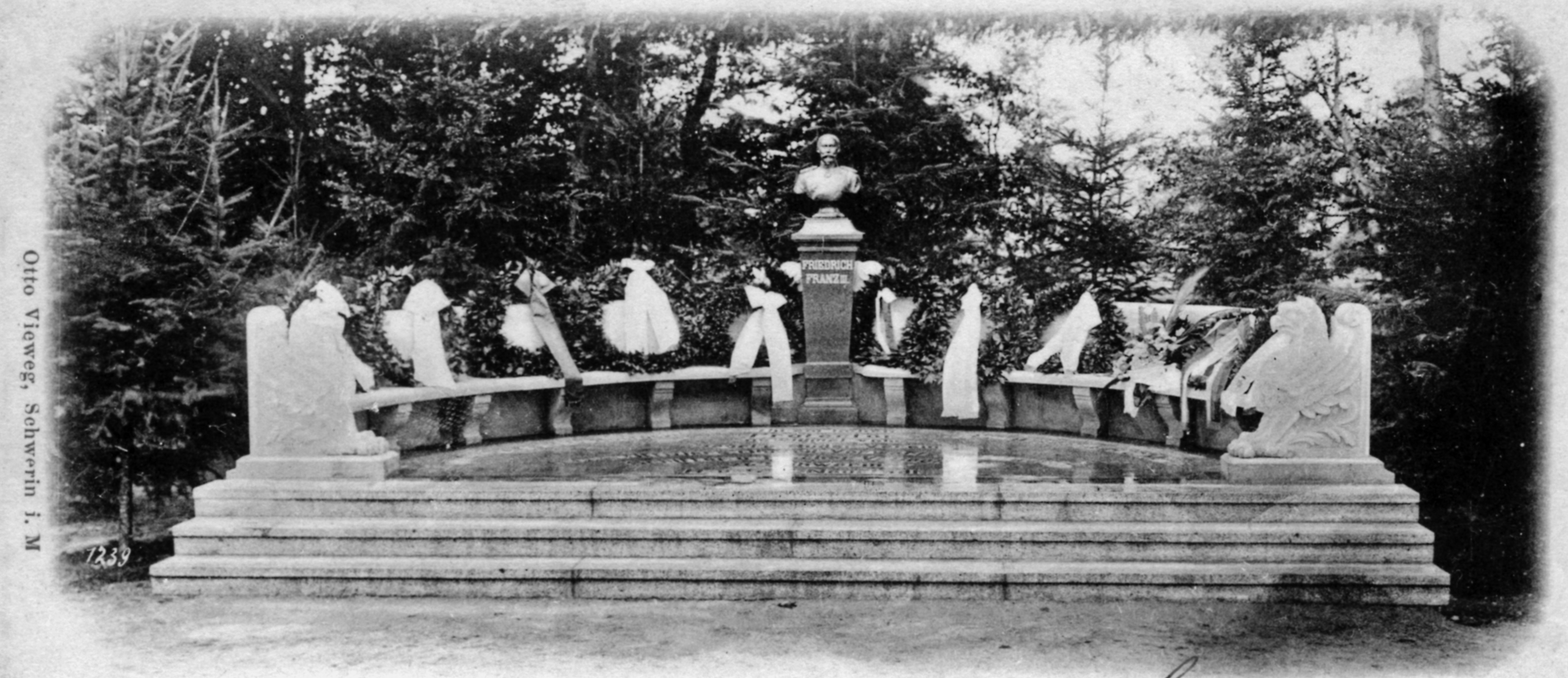
Schwerin
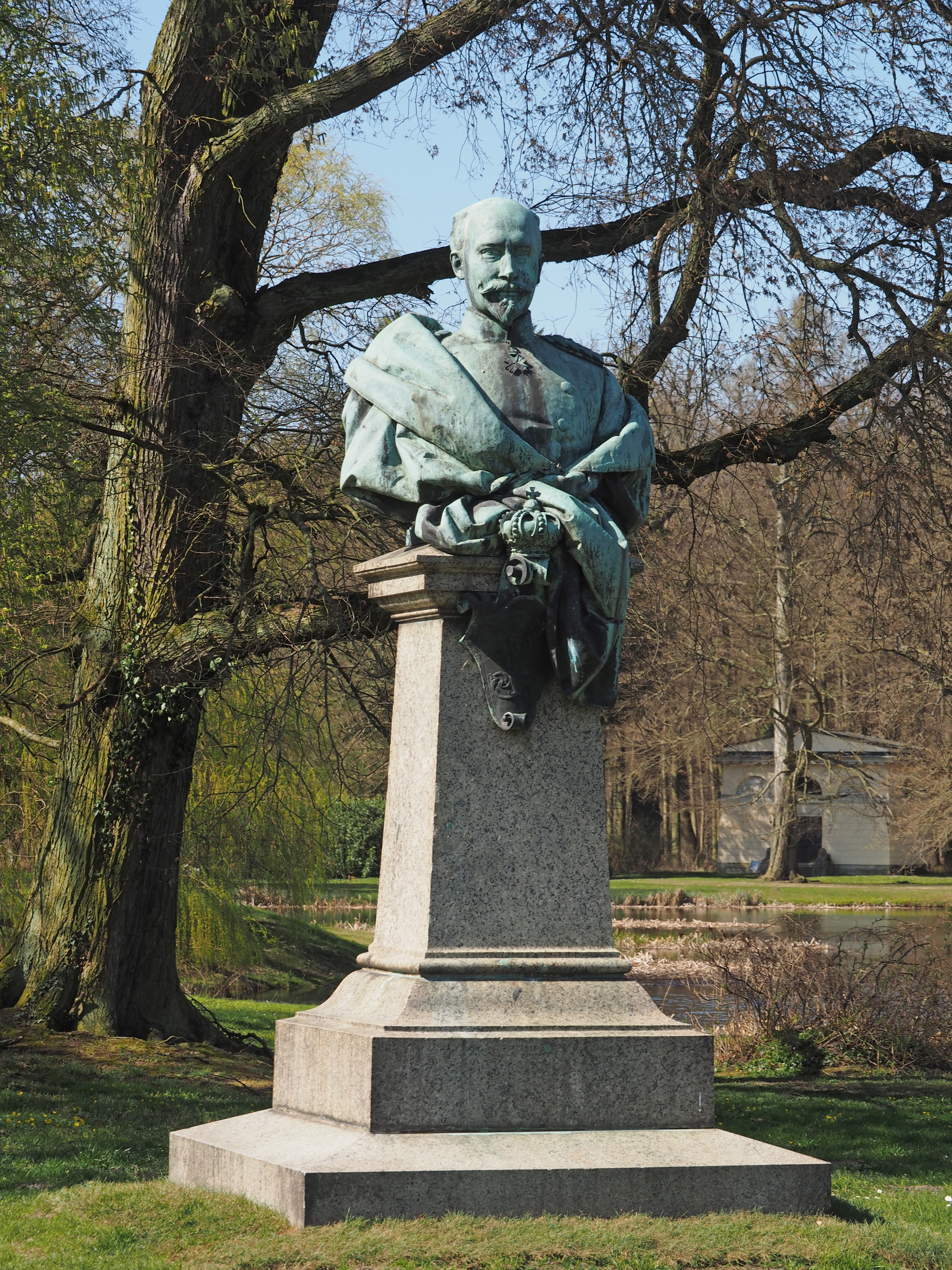
Ludwigslust
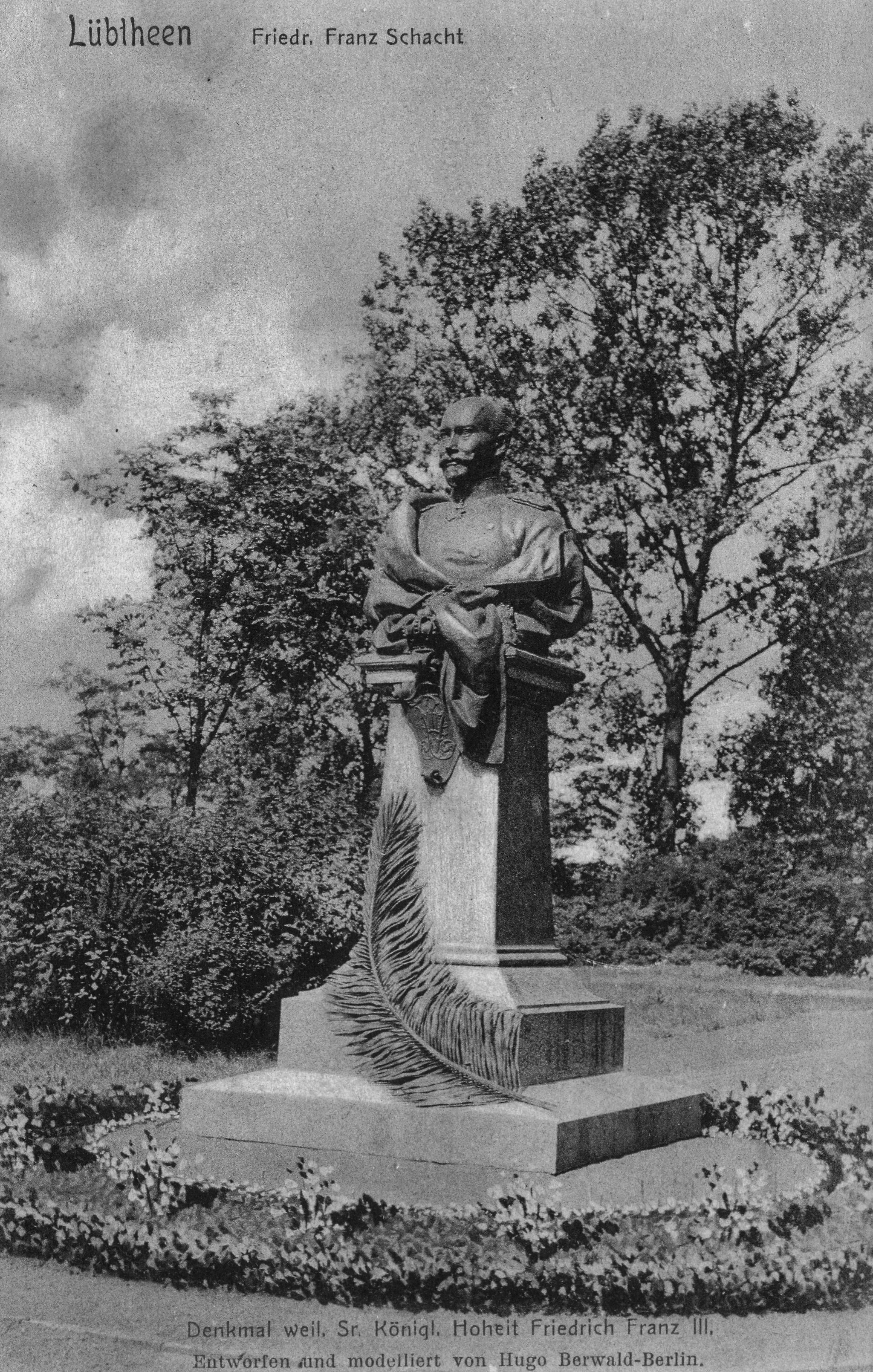
Lübtheen